# 吉布森 (密西西比州)
吉布森（英語：Gibson）是位於美國密西西比州門羅縣的非建制地區。

## 歷史
吉布森的郵局於1889年設立，其後於1979年停運。當地於1900年時有人口27人。

## 地理
吉布森所處的海拔為高於海平面79米（即259英呎），而該地所採用的時區為UTC-6，即北美中部時區（CST）。同時該地設有夏令時間，為UTC-6調快一小時，即UTC-5（CDT）。